# 物部志太大成
物部志太大成（もののべ の しだ の おおなり、生没年不詳）は、奈良時代の人物。常陸国信太郡の大領。姓は連。

## 経歴・人物
延暦5年（786年）10月、私財を使って百姓（人民)の危急をすくったとして、外正六位上から外従五位下を授けられたとあり、4年後の同9年12月（791年1月）に「或は官に居りて怠らず、頗る効績を着し、或は私物を以て所部を賑恤す。貧乏の徒、因りて済はるること得たり」として、改めてほかの郡司の大領や少領とともに表彰され、位階を外従五位上に進められている。
なお、志太郡に関連する物部姓の人物として、坂東惣領の高向大夫に要請し、白雉4年(653年）に筑波郡と茨城郡から700戸をわけて信太郡を設置した大乙上・物部会津と小山上・物部河内や、養老7年（723年）3月23日に信太連の姓を賜った、常陸国信太郡の人・物部国依がおり、同族とみられている。

## 官歴
『続日本紀』による
- 時期不詳：外正六位上
- 延暦5年（786年）10月21日：外従五位下
- 延暦9年12月19日（791年1月27日）：外従五位上